# Coyhaique
Coyhaique (případně Coihaique) je město v Chile. Je hlavním městem provincie Coyhaique, stejně jako regionu Aysén. Město bylo založeno v roce 1929 a v roce 2012 v něm žilo 53 715 obyvatel. Od osmdesátých let město leží na cestě Carretera Austral. U města se rovněž nachází letiště. Západně od města protéká řeka a kolem města se rovněž nachází hory, přičemž některé z nich mají celoroční sněhovou pokrývku.